# Самарманд
Самарманд (тадж. Самарманд, до марта 2022 г. — Байлартоп (Бойлартоб)) — село в сельском джамоате Лахши Боло Лахшского района. Расстояние от села до центра района — 49 км, до центра джамоата — 2 км. Население — 693 человек (2017 г.), таджики.